# Belfagor (personaggio)
Belfagor (AFI: /belfaˈɡɔr/), è un personaggio immaginario, ispirato all'omonima divinità orientale. Ha ispirato varie opere letterarie, teatrali e cinematografiche.

## Storia

### Letteratura
Numerose e antiche sono infatti le storie con protagonista il diavolo che prende moglie, molto popolari,  anche in Europa, prima o indipendentemente da quella machiavelliana: come nel libro Le lamentazioni di Matteolo, scritto da Jehan Le Fèvre de Resson nel 1350, o in un racconto nelle Piacevoli notti di Giovanni Francesco Straparola, contemporaneo del Machiavelli ma riconosciuto autonomo dalla critica; ancora, antecedente allo scrittore fiorentino, l'Hecatomythium di Lorenzo Astemio del 1505.
Compare inoltre, genericamente, nei misteri medievali: ma lo strano caso del diavolo scornato si diffuse nella letteratura moderna soprattutto tramite la novella del  Machiavelli, e la sua trasposizione in versi curata un secolo dopo da La Fontaine nei Racconti.
Nel 1925 Arthur Bernède rende il personaggio di Belfagor protagonista del suo romanzo Belfagor (Belphégor), da cui verranno tratti film, miniserie e serie animate televisive.

### Teatro
Nell'Ottocento vennero scritte due opere musicali intitolate Belfagor: l'opera comica in un atto del compositore francese Casimir Gide, allestita nel 1858, e l'opera fantastica di Giovanni Pacini, che debuttò a Firenze nel 1861.
Un testo in prosa, destinato al teatro e intitolato Belfagor, arcidiavoleria in quattro atti, fu poi scritto nel 1920 da Ercole Luigi Morselli, pubblicato postumo nel 1930 e messo in scena per la prima volta nel 1933. La trama, seppure con qualche variazione, è in sostanza la stessa del Machiavelli: da una prima stesura di questo dramma, Claudio Guastalla nel 1923 trasse il libretto dell'omonima opera lirica musicata da Ottorino Respighi, rappresentata per la prima volta al Teatro alla Scala di Milano il 26 aprile 1923.

### Cinema
Nel 1966 Ettore Scola girò il film L'arcidiavolo, il cui personaggio principale, spiegò il regista alla vigilia delle riprese, è «Belfagor, come quello della famosa novella di Machiavelli»

### Musica
Nel 1965 Federico Fellini, per il proprio film Giulietta degli spiriti, scrisse il testo di una canzone intitolata Belfagor Stomp, musicata da Nino Rota e cantata dai Minstrels; il brano uscì poi in un 45 giri che aveva, sull'altro lato, Cam Caminì, dal film Mary Poppins, cantato dallo stesso gruppo.

## Libri
- Niccolò Machiavelli, Belfagor arcidiavolo, 1527.
- Arthur Bernède, Belfagor, 1925.

## Teatro
- Belfagor, di Casimir Gide (1858)
- Belfagor, di  Giovanni Pacini (1861)
- Belfagor, arcidiavoleria in quattro atti, di Ercole Luigi Morselli (1920)
- Belfagor, di Ottorino Respighi (1923)

## Filmografia

### Cinema
- Belfagor, regia di Henri Desfontaines - serial cinematografico (1927)
- La mortale trappola di Belfagor, regia di Georges Combret e Jean Maley (1967)
- Belfagor - Il fantasma del Louvre (Belphégor - Le fantôme du Louvre), regia di Jean-Paul Salomé (2001)

### Televisione
- Belfagor o Il fantasma del Louvre (Belphégor ou Le fantôme du Louvre), regia di Claude Barma - miniserie TV (1965)
- Belfagor - serie animata (2001)